# خط اصلی توهوکو
خط اصلی توهوکو (به ژاپنی: 東北本線 Tōhoku-honsen) یک خط راه‌آهن با۵۷۵٫۷ کیلومتر درازا می‌باشد که توسط شرکت راه‌آهن شرق ژاپن اداره می‌شود. هر چند در اصل این خط راه‌آهن از ایستگاه توکیو در منطقه چیودا، توکیو آغاز می‌شود اما در واقع بیشتر ایستگاه‌های آن از ایستگاه اوئنو در تایتو، توکیو شروع می‌شود. این خط راه‌آهن از سایتاما، اوتسونومیا، توچیگی، فوکوشیما و سندای قبل از رسیدن به ایستگاه ترمینال در شهر موریوکا، ایواته عبور می‌کند.